# Hispasat 74W-1
O Hispasat 74W-1, anteriormente denominado Amazonas 4A e Amazonas 4, é um satélite de comunicação geoestacionário espanhol construído pela Orbital Sciences Corporation. Ele se encontra na posição orbital de 74 graus de longitude oeste, operado pela Hispasat/Hispamar.
Construído a partir de uma plataforma GEOStar 2.4 da Orbital Sciences Corporation, o Hispasat 74W-1 possui 24 transponders em banda Ku e massa de lançamento estimada em três toneladas. O Hispasat 74W-1 disponibiliza capacidade espacial adicional na América Latina, para oferecer grande variedade de serviços de televisão e comunicações.

## História
O contrato para a construção dos satélites Amazonas 4A e Amazonas 4B foi assinado em junho de 2012. O investimento total no Amazonas 4A somou 140 milhões de euros.
Pouco tempo depois do lançamento durante os testes em órbita, foi identificada uma anomalia no subsistema de potência. 
Em junho de 2014, depois de meses de testes, a Hispasat anunciou uma solução para as falhas elétricas do Amazonas 4A.
O satélite Amazonas 3, que poderia ser complementado com o Amazonas 4A por utilizar a mesma posição, é usado principalmente pela Media Networks para prover conteúdos de TV paga para diversas operadoras de TV por assinatura no Brasil, incluindo a Vivo TV, Algar Telecom e a Oi TV. A utilização do 4A como complemento ao Amazonas 3 dependeria de alguns ajustes técnicos, já que o Amazonas 4A opera em outra frequência (BSS), diferente do Amazonas 3 (FSS). Não se sabe se a Media Networks já tinha contrato de uso do satélite Amazonas 4A e se isso compromete ou não seus planos de expansão de capacidade.
A Hispasat anunciou em março de 2016 que o Amazonas 4A havia sido renomeado para Amazonas 4, devido a reestruturação do projeto Amazonas 4B no Amazonas 5.

## Lançamento
O satélite foi lançado com sucesso ao espaço no dia 22 de março de 2014, às 22:04 UTC, por meio de um veículo Ariane 5 ECA, a partir do Centro Espacial de Kourou, na Guiana Francesa, juntamente com o satélite Astra 5B. Ele tinha uma massa de lançamento de 2.938 kg.

## Capacidade e cobertura
O Hispasat 74W-1 está equipado com 24 transponders em banda Ku para fornecer cobertura para as Américas e responder à crescente procura de transmissões Direct-to-Home e TV HD.
A televisão de Ultra Alta Definição 4K multiplica por quatro o número de pixels de uma tela de alta definição. Assim, a resolução é quatro vezes superior à alta definição convencional e fornece uma nitidez de imagem que proporciona ao usuário uma percepção de qualidade muito elevada. O satélite é a plataforma ideal para o desenvolvimento dos serviços em UHD graças a sua alta largura de banda, qualidade imprescindível para transmitir em alta qualidade esta grande quantidade de informação. A potência dos satélites da Hispasat permite a transmissão desses conteúdos graças a sua concepção orientada para os serviços DTH.
A difusão DTH alcança uma ampla oferta de canais que utiliza, principalmente, a tecnologia DBV, oferecendo um serviço turnkey para a difusão de conteúdos diretamente às residências. Deste modo, a solução contempla cada um dos módulos necessários em backoffice, headend e teleporto. Esta solução é facilmente adaptável às necessidades específicas de cada cliente, dada sua modularidade. Nesse sentido, a Hispasat oferece flexibilidade para a implantação da solução com base nas condições particulares de cada caso.